# Was wirklich zählt
Was wirklich zählt ist ein 87-minütiges Spielfilm-Special der deutschen Arztserie In aller Freundschaft aus dem Jahr 2011.

## Hintergrund
Der Spielfilm bildet ein Crossover zwischen den Fernsehserien In aller Freundschaft und Tierärztin Dr. Mertens. Durch dieses Crossover bilden In aller Freundschaft sowie Tierärztin Dr. Mertens zusammen mit Marienhof, Schloss Einstein, In aller Freundschaft – Die jungen Ärzte, Heiter bis tödlich: Akte Ex, Lindenstraße und Verbotene Liebe ein Serienuniversum.

### Produktion
Produziert wurde Was wirklich zählt im Jahr 2011 in Leipzig und Umgebung. Besonderer Drehort war der Zoo Leipzig, der als Kulisse für die Szenen mit Dr. Mertens diente.
Als Produktionsunternehmen fungierte Saxonia Media im Auftrag des MDR Fernsehens und der ARD Degeto. Die Gesamtleitung übernahm Jana Brandt.

### Ausstrahlung
Die Erstausstrahlung des Spielfilms fand am 27. Dezember 2011 auf dem 20:15-Uhr-Sendeplatz des Ersten statt.

## Handlung
Dr. Roland Heilmann, Chefarzt der Chirurgie in der Leipziger Sachsenklinik, besucht zusammen mit seiner Familie den Leipziger Zoo, um einer Tierpatenfeier beizuwohnen. Familie Weller hat die Tierpatenschaft für ein Pumababy übernommen. Am Rande dieser Feier treffen die Heilmanns auf die Zootierärztin Dr. Susanne Mertens, die ihnen einen schönen Tag im Zoo wünscht. Allerdings erhält Dr. Heilmann, der während seiner vergangenen Nachtschicht eine langwierige Notoperation durchführen musste, wenig später einen Anruf: Es scheint Komplikationen mit einem Patienten zu geben. Der Chefarzt macht sich daraufhin auf dem Weg in die Klinik, muss während der Fahrt dorthin an einer Ampel aber einer unaufmerksamen Fußgängerin ausweichen. Während der Arzt sein Auto noch vorbeimanövrieren kann, fährt der hinter ihm fahrende Wagen von Familie Weller gegen den Wagen des Chefarztes und wird von einer Brücke geschleudert. Der Vater erliegt noch am Unfallort seinen Verletzungen; die Mutter, Stefanie Weller, wird mit schweren Verletzungen in die Sachsenklinik gebracht.
Dr. Heilmann, der auch von seinem Kollegen und Freund Dr. Martin Stein nicht davon abzubringen ist, die Notoperation von Stefanie Weller zu leiten, bricht im Operationssaal zusammen. Dr. Stein muss die Operation abbrechen, um das Leben der Mutter nicht zu gefährden und Oberärztin Dr. Kathrin Globisch versetzt sie in ein künstliches Koma. Zeitgleich untersuchen Stationsarzt Dr. Philipp Brentano und Belegarzt Dr. Rolf Kaminski Tim, den Sohn der Wellers. Er ist nur leicht verletzt, scheint aber stark traumatisiert zu sein und unter einer retrograden Amnesie zu leiden.
Die Staatsanwaltschaft leitet Ermittlungen gegen den Chefarzt ein, der sich selbst große Vorwürfe macht: Tim Weller könnte Vollwaise werden, denn bei einer Operation der Mutter kommt es zu schweren Komplikationen. Klinikleiter Prof. Dr. Simoni schreitet ein, zieht seinen von Schuldgefühlen geplagten Chefarzt von der OP ab und legt ihm nahe, ein paar Tage Urlaub zu nehmen. Da keiner der Zeugen den von Dr. Heilmann geschilderten Unfallhergang bestätigen kann, geht die Staatsanwaltschaft davon aus, dass der Mediziner nach der langen Nachtschicht übermüdet war. Ihm droht eine Anklage; in der Presse wird über die Hintergründe des Unfalls spekuliert. Dr. Heilmann sucht Tim Wellers Großmutter Sandra Weller auf. Sie hatte seit mehreren Jahren keinerlei Kontakt mehr zu ihrem Sohn und wusste nicht einmal, dass sie einen Enkel hat.
Währenddessen ist Oberarzt Dr. Martin Stein frisch verliebt: Er genießt sein Glück mit Julia Benning, einer Event-Managerin und Gewinnerin des Leipziger Innovationspreises. Was der Oberarzt jedoch nicht ahnt: Seine neue Freundin war die unaufmerksame Fußgängerin, die den Unfall verursacht hat. Als sie von Martin Stein erfährt wie groß das Ausmaß des Unfalls war, entschließt sie sich, sich zu stellen. Sie wird jedoch von ihrer Freundin Bianca Schürer abgehalten, die ihr die Auswirkungen ihres Handelns für ihre Karriere aufzeigt. Ihren Posten als Leiterin des Stadtmarketings könnte sie nach einem solchen Geständnis abschreiben.
Plötzlich verschwindet Tim Weller aus der Klinik. Das Klinikpersonal vermutet, dass er zu seinen Eltern möchte. Da die Ärzte ihm bisher verschwiegen hatten, was passiert ist, und der Junge unter Amnesie leidet, weiß er nicht, in welcher Situation er wirklich ist. Während Ingrid Rischke und Hans-Peter Brenner in der Wohnung der Wellers suchen, sucht Dr. Heilmann im Zoo nach dem kleinen Tim. Dabei trifft er auf die Zootierärztin Dr. Susanne Mertens. Bei einem Gespräch kommt den beiden Medizinern die Idee einer tiergestützten Therapie zur Überwindung von Tims Amnesie. Doch bald ändert sich die Situation: Inzwischen haben Ingrid Rischke und Hans-Peter Brenner Tim gefunden und sind mit ihm auf dem Weg zurück in die Klinik. Als sie wegen eines Fußgängers unvorhergesehen bremsen müssen, kehrt Tims Erinnerung plötzlich zurück; nach einer Panikattacke hört er allerdings auf zu sprechen.
Als Oberärztin Dr. Kathrin Globisch ihrem Chefarzt dann von einem gemalten Bild ihrer Tochter erzählt, die sich mit ihrer Kindergartengruppe in der Nähe des Unfallorts aufhielt, ist sich der Chefarzt sicher, dass er von einem Luftballon abgelenkt wurde. Er bittet seinen leitenden Oberarzt Dr. Martin Stein, ihn bis auf weiteres zu vertreten und Prof. Dr. Simoni um seine Suspendierung. Dieser jedoch entschließt sich dazu, seinen Chefarzt nur zu beurlauben.
Zur selben Zeit macht sich Pia Heilmann auf den Weg zu Sandra Weller. Sie fühlt sich an die Zeit nach dem Tod von Christina Buchmann erinnert: Zu dieser Zeit hatte sie von Lisa, dem unehelichen Kind von Roland und Christina, erfahren. Nun will Pia Tims Großmutter ins Gewissen reden, damit sich diese um den Jungen kümmert. Während Dr. Heilmann den Jungen zusammen mit Dr. Stein zu Dr. Mertens in den Zoo bringt, gelingt es der Ehefrau des Chefarztes, die Großmutter zu überzeugen: Sie wird sich um ihren Enkel kümmern. Bei diesem wiederum hat die tiergestützte Therapie angeschlagen und er spricht wieder mit den Menschen in seiner Umgebung.
Wenig später wacht Stefanie Weller aus dem Koma auf und Dr. Roland Heilmann ist im Begriff, seine Aussage zum Tathergang zu ändern. Als er jedoch zusammen mit seiner Familie das Ballonfest besucht, welches von Julia Bennig organisiert wurde, ändert sich jedoch erneut alles. Tim Weller und seine Großmutter sind ebenfalls anwesend und nachdem Julia Benning den Jungen gesehen hat, entschließt sie sich dazu, Dr. Heilmann die Wahrheit zu sagen. Plötzlich erinnert sich auch der kleine Tim an ein entscheidendes Merkmal: Er erkennt Julia Bennings Tasche, welche mehrere Ballons als Motiv beinhaltet, als die Tasche der Fußgängerin vom Unfall. Während sich Julia Benning auf den Weg zur Polizei machen möchte, erfährt Dr. Martin Stein von dem Geheimnis seiner Freundin und die beiden trennen sich letztendlich.
In der Schlussszene ist zu sehen, wie Pia und Dr. Roland Heilmann gemeinsam eine Ballonfahrt machen.

## Besetzung

### Hauptdarsteller
| Schauspieler          | Rollenname              | Rolle |
| --------------------- | ----------------------- | --- |
| Thomas Rühmann        | Dr. Roland Heilmann     | Chefarzt der Chirurgie Ehemann von Pia Heilmann; Vater von Lisa Schroth; Großvater von Jonas Heilmann         |
| Hendrikje Fitz        | Pia Heilmann            | Ehefrau von Dr. Roland Heilmann; Stiefmutter von Lisa Schroth; Großmutter von Jonas Heilmann                  |
| Isabell Gerschke      | Julia Benning           | Event-Managerin; Gewinnerin des Innovationspreises der Stadt Leipzig Lebensgefährtin von Dr. Martin Stein     |
| Bernhard Bettermann   | Dr. Martin Stein        | Leitender Oberarzt der Chirurgie Sohn von Otto Stein; Lebensgefährte von Julia Benning; Vater von Marie Stein |
| Rebecca Immanuel      | Sandra Weller           | Schwiegermutter von Stefanie Weller; Großmutter von Tim Weller                                                |
| Bennet Meyer          | Tim Weller              | Sohn von Stefanie Weller                                                                                      |
| Udo Schenk            | Dr. Rolf Kaminski       | Belegarzt; Facharzt für Urologie und Chirurgie                                                                |
| Andrea Kathrin Loewig | Dr. Kathrin Globisch    | Oberärztin der Anästhesiologie und Chirurgie                                                                  |
| Elisabeth Lanz        | Susanne Mertens         | Zootierärztin                                                                                                 |
| Sanne Schnapp         | Bianca Schürer          | Event-Managerin Freundin von Julia Benning                                                                    |
| Michael Trischan      | Hans-Peter Brenner      | Krankenpfleger                                                                                                |
| Jutta Kammann         | Ingrid Rischke          | Oberschwester Lebensgefährtin von Prof. Dr. Gernot Simoni                                                     |
| Dieter Bellmann       | Prof. Dr. Gernot Simoni | Klinikdirektor Lebensgefährte von Ingrid Rischke                                                              |
| Ursula Karusseit      | Charlotte Gauss         | Ehefrau von Otto Stein                                                                                        |
| Rolf Becker           | Otto Stein              | Ehemann von Charlotte Gauss                                                                                   |
| Arzu Bazman           | Arzu Ritter             | Krankenschwester Ehefrau von Dr. Philipp Brentano                                                             |
| Thomas Koch           | Dr. Philipp Brentano    | Stationsarzt; Facharzt der Chirurgie Ehemann von Arzu Ritter                                                  |
| Alexa Maria Surholt   | Sarah Marquardt         | Verwaltungsdirektorin                                                                                         |

### Nebendarsteller
| Schauspieler      | Rollenname         | Rolle                                                           |
| ----------------- | ------------------ | --------------------------------------------------------------- |
| Maren Gilzer      | Yvonne Habermann   | Krankenschwester                                                |
| René Hofschneider | Hagen Dietrich     | Staatsanwalt                                                    |
| Angelina Häntsch  | Stefanie Weller    | Mutter von Tim Weller                                           |
| Anthony Petrifke  | Jonas Heilmann     | Schüler Enkel von Pia und Dr. Roland Heilmann                   |
| Ella Zirzow       | Lisa Schroth       | Schülerin Tochter von Dr. Roland Heilmann                       |
| Luna Rösner       | N. N.              | kleines Mädchen                                                 |
| Uta Schorn        | Barbara Grigoleit  | Sekretärin von Prof. Dr. Gernot Simoni                          |
| Cheryl Shepard    | Dr. Elena Eichhorn | Fachärztin der Chirurgie und Urologie; Leiterin der Notaufnahme |
| Henriette Zimmeck | Marie Stein        | Schülerin Tochter von Dr. Martin Stein; Enkelin von Otto Stein  |

## Rezeption

### Kritik
Rainer Tittelbach (tittelbach.tv) zog in seiner Kritik Zum 90-Minüter aufgeblasenes "In-aller-Freundschaft"-Special ohne Mehrwert ein durchweg negatives Fazit zum Serien-Special und fasste es als „konzeptionell und dramaturgisch völlig misslungen“ auf. Er kritisierte, dass „[e]in weit über 20-köpfiges Ensemble […] für die Dramaturgie eines 90-Minüters [zu groß]“ sei, die „sogenannte ‚Zopfdramaturgie‘“ nicht zu einem Film, sondern ausschließlich zu einem „Endlosformat“ passe und „Emotionen […] nicht in großen Bögen über den Film gezogen, sondern Szene für Szene etabliert [werden]“. Weiterhin merkte Tittelbach an, dass zwar alle Figuren zufälligerweise miteinander zusammenhängen, allerdings „diese dramaturgische Setzung [k]eine Entsprechung in ihrer filmischen Anmutung [findet]“. Hauptkritikpunkt Tittelbachs ist es, dass der Inhalt einer normalen In aller Freundschaft-Episode, seiner Meinung nach, lediglich in ein Spielfilmformat gepresst wurde.

„Was nicht verbalisiert werden kann, existiert in dieser Geschichte nicht. Die Dialoge sind das Herzstück von „In aller Freundschaft“. Vorgetragen im überbetonten Gestus drittklassiger Laienbühnendarsteller sind sie zugleich der Sargnagel dieser hochnotpeinlichen Banalitäten-Revue, die gegenüber einer Serienfolge keinerlei Mehrwert besitzt. Isabell Gerschke, Rebecca Immanuel und Elisabeth Lanz bringen zumindest einen Hauch Degeto-Mittelmaß ins Spiel und die Outdoor-Szenen, allen voran die passabel inszenierte Unfall-Szene, erfüllen optisch zumindest Serienstandards. Der Rest ist einfach unterirdisch.“

### Einschaltquoten
Die Erstausstrahlung des Serien-Specials in Spielfilmlänge am 27. Dezember 2011 verfolgten 7,47 Millionen Zuschauer. Dies entsprach einem Marktanteil von 22,7 %. Was wirklich zählt war an diesem Abend das quotenstärkste Format und es konnte die höchste Reichweite für In aller Freundschaft seit mehreren Jahren gesichert werden. In der Zielgruppe der 14- bis 49-Jährigen erzielte der Film eine Einschaltquote von 1,27 Millionen Zuschauern, was einem Marktanteil von 9,9 % bedeutete. Jan Schlüter von Quotenmeter.de bewertete diese Zuschauerzahlen und Einschaltquoten als „Top-Quoten“ mit einem „hervorragenden Marktanteil“.

## DVD
Eine DVD mit dem Spielfilm erschien am 16. Mai 2012.